# Турниры Большого шлема (теннис)
Турниры Большого шлема (англ. Grand Slam tournaments) в современном теннисе — четыре самых крупных ежегодных турнира (в порядке проведения в течение сезона):
- Открытый чемпионат Австралии по теннису,
- Открытый чемпионат Франции по теннису,
- Уимблдонский турнир,
- Открытый чемпионат США по теннису.

## История
Термин «Большой шлем» (фр. grand chelem) позаимствован из карточной игры бридж, где он означает — обязаться в ходе торговли и выполнить обязательство взять в ходе одного розыгрыша все тринадцать взяток, не отдав соперникам ни одной. Выиграть Большой шлем, то есть победить во всех четырёх турнирах в течение одного сезона, является практически наивысшей целью для теннисистов, уступая только Золотому шлему — то есть золоту Олимпийских игр плюс Большому шлему.
История возникновения термина восходит к 1933 году, когда австралиец Джек Кроуфорд был близок к цели выиграть все четыре турнира. Он уже победил в трёх турнирах в течение года и вышел в финал Открытого чемпионата США в Нью-Йорке. Джон Киран (англ. John Kieran), который работал спортивным комментатором в газете Нью-Йорк Таймс и был способным карточным игроком, привёл в своей колонке аналогию с Большим шлемом в бридже: «Если Кроуфорд выиграет сегодня у Перри, это будет всё равно, что выиграть Большой шлем на корте». Кроуфорд в итоге проиграл, но брошенная фраза закрепилась и стала использоваться.
По другой версии, выражение возникло в 1938 году, когда Дональд Бадж выиграл в течение года эти четыре турнира, и известный американский журналист Эллисон Данциг высказался, что «как успешный игрок в бридж, Бадж составил Большой шлем из побед в четырёх крупнейших теннисных турнирах в течение календарного года».

## Обладатели Большого шлема

### Обладатели Большого шлема в одиночных разрядах
Очень мало кому удалось добиться цели — выиграть Большой шлем в течение сезона. В одиночном разряде среди мужчин этого достигли Дональд Бадж (1938) и Род Лейвер (1962 и 1969). Среди женщин — Морин Конноли (1953), Маргарет Смит Корт (1970) и Штеффи Граф (1988). Кроме того, Штеффи Граф победила в том же году на олимпийском турнире в Сеуле, взяв, таким образом, Золотой Большой шлем.
Единственный Большой шлем в юниорских соревнованиях завоевал Стефан Эдберг в 1983 году.

#### Разные покрытия кортов
Со временем задача значительно усложнилась, когда разные турниры Большого шлема стали проводиться на разных покрытиях: грунт — во Франции, натуральная трава — на Уимблдоне и, до последнего переезда турнира в 1988 году, хард — в США и Австралии.

### Обладатели Большого шлема в парных разрядах
- Мужской парный разряд:
  - Фрэнк Седжман и Кен Макгрегор (1951).

- Женский парный разряд:
  - Мария Буэно (1960): Australian Championships — с Кристин Трумен, French Championships, Wimbledon и US Championships — с Дарлен Хард.
  - Мартина Навратилова и Пэм Шрайвер (1984).
  - Мартина Хингис (1998): Australian Open — с Мирьяной Лучич, French Open, Wimbledon и US Open — с Яной Новотной.

- Смешанный парный разряд:
  - Маргарет Смит Корт и Кен Флетчер (1963).
  - Маргарет Смит Корт (1965): Australian Championships — с Джоном Ньюкомбом, French Championships и Wimbledon — с Кеном Флетчером, US Championships — с Фредом Столлом.
    - Примечание: финал Australian Championships-1965 не был разыгран и титул был разделён с австралийцами Робин Эбберн и Оуэном Дэвидсоном.

  - Оуэн Дэвидсон (1967): Australian Championships — с Лесли Тёрнер Боури, French Championships, Wimbledon и US Championships — с Билли-Джин Кинг.

### Обладатели карьерного Большого шлема
«Карьерным» Большим шлемом, называют победы на всех четырёх турнирах «Большого шлема» в разные годы.
В одиночном разряде среди мужчин этого достигли Фред Перри (собрал «карьерный шлем» в 1935-м на Ролан Гаррос-1935), Дональд Бадж (Ролан Гаррос-1938), Род Лейвер (US Open-1962), Рой Эмерсон (Уимблдон-1964), Андре Агасси (Ролан Гаррос-1999), Роджер Федерер (Ролан Гаррос-2009), Рафаэль Надаль (US Open-2010) и Новак Джокович (Ролан Гаррос-2016).
Среди женщин Морин Конноли (Ролан Гаррос-1953), Дорис Харт (US Open-1954), Ширли Фрай (Australian Open-1957), Маргарет Корт (Уимблдон-1963), Билли Джин Кинг (Ролан Гаррос-1972), Крис Эверт (Australian Open-1982), Мартина Навратилова (US Open-1983), Штеффи Граф (US Open-1988), Серена Уильямс (Australian Open-2003) и Мария Шарапова (Ролан Гаррос-2012).
В парном разряде у мужчин — кроме Макгрегора и Седжмена 21 теннисист, в том числе Рой Эмерсон (Australian Open-1962), Паул Хархёйс (Уимблдон-1998), Йонас Бьоркман (Ролан Гаррос-2005), братья Майк Брайан и Боб Брайан (Уимблдон-2006), Даниэль Нестор (Уимблдон-2008), Леандер Паес (Australian Open-2012), Пьер-Юг Эрбер и Николя Маю (Australian Open-2019).
В парном разряде у женщин: Маргарет Корт (Уимблдон-1969), Мартина Навратилова (Australian Open-1980), Джиджи Фернандес и Наталья Зверева (Australian Open-1993), Серена Уильямс и Винус Уильямс (Australian Open-2001), Сара Эррани и Роберта Винчи (Уимблдон-2014).
Смешанный разряд: Жан Боротра (Australian Championships-1928), Мартина Навратилова (Australian Open-2003), Даниэла Гантухова (US Open-2005), Махеш Бхупати (Australian Open-2006), Мартина Хингис (US Open-2015), Леандер Паес (Roland Garros-2016).

### Обладатели «Золотого шлема»
«Золотой шлем» — победа во всех турнирах Большого шлема плюс победа на Олимпиаде.
- Календарный «Золотой шлем»
  - Женский одиночный разряд —  Штеффи Граф (1988)
- Некалендарный «Золотой шлем»
  - Женский парный разряд —  Джиджи Фернандес (1992—1993)
  - Мужской парный разряд —  Боб Брайан (2012—2013)
  - Мужской парный разряд —  Майк Брайан (2012—2013)
- Карьерный «Золотой шлем»
  - Мужской одиночный разряд
    -  Андре Агасси (1999)
    -  Рафаэль Надаль (2010)
    -  Новак Джокович (2024)

  - Женский одиночный разряд
    -  Серена Уильямс (2012)

  - Мужской парный разряд
    -  Тодд Вудбридж (2000)
    -  Марк Вудфорд (2000)
    -  Даниэль Нестор (2008)
    -  Мате Павич (2024)

  - Женский парный разряд
    -  Пэм Шрайвер (1988)
    -  Винус Уильямс (2001)
    -  Серена Уильямс (2001)
    -  Барбора Крейчикова (2022)
    -  Катерина Синякова (2022)
    -  Сара Эррани (2024)

## Чемпионы турниров Большого шлема
Наибольшее количество турниров Большого шлема в одиночном разряде среди мужчин, а именно 24, выиграл серб Новак Джокович (10 в Австралии, 3 во Франции, 7 на Уимблдоне и 4 в США), 22 выиграл испанец Рафаэль Надаль (2 в Австралии, 14 во Франции, 2 на Уимблдоне и 4 в США) и за ними идет швейцарец Роджер Федерер с 20 (6 в Австралии, 1 во Франции, 8 на Уимблдоне и 5 в США).
- 14 побед у американца Пита Сампраса — 2 в Австралии, 7 на Уимблдоне и 5 в США.
- 12 побед у австралийца Роя Эмерсона — 6 в Австралии, 2 во Франции, 2 на Уимблдоне и 2 в США.

Среди женщин наибольшее количество побед у австралийки Маргарет Корт — 24: 11 в Австралии, 5 во Франции, 5 в США и 3 на Уимблдоне. Второе место с 23 победами занимает американка Серена Уильямс: 7 в Австралии, 3 во Франции, 7 — на Уимблдоне и 6 — в США, а на третьем месте с 22 победами немка Штеффи Граф: 4 в Австралии, 6 во Франции, 7 — на Уимблдоне и 5 — в США.
- Список победителей турниров Большого шлема в мужском одиночном разряде
- Список победительниц турниров Большого шлема в женском одиночном разряде

### Комментарии
1. ↑  Английское слово Slam означает отнюдь не шлем (англ. helmet), а удар о стол, резкое шумное движение и т.п. Соответственно, и турниры по теннису никак не связаны со шлемом или шлемами; русское название происходит от фр. grand chelem (изначально термин карточных игр).